# Lorenz Pasch de Jongere
Lorens of Lorenz Pasch de Jongere (Stockholm, 6 juni 1733 – aldaar, 29 april 1805) was een Zweeds kunstschilder, vooral bekend om zijn portretten. Hij is een van de meest gerespecteerde schilders van de 18e eeuw in Zweden.
Pasch groeide op in een artistieke familie. Zijn vader, Lorenz Pasch de Oudere, was kunstschilder en zijn zus, Ulrika Pasch, werd net zoals hij in 1773 verkozen tot de Kunstacademie. Oorspronkelijk wou Pasch' vader echter dat hij priester zou worden, en daarom werd hij op tienjarige leeftijd naar Uppsala gestuurd om er te studeren. Pasch verkoos echter het kunstenaarsleven en werd een leerling in de studio van zijn vader. Daarna ging hij naar Kopenhagen, met introducties van zijn rijke en invloedrijke oom Johan Pasch, die ook schilder was. Hij studeerde er drie jaar schilderkunst bij Carl Gustaf Pilo. Vervolgens reisde hij in 1758 naar Parijs om er zijn kunstopleiding te voltooien, hoewel hij in Zweden opdrachten had gehad en aanbiedingen voor leerlingschap. Hij specialiseerde er zich in historieschilderkunst bij Eustache Le Sueur en François Boucher, en raakte bevriend met zijn landgenoot Alexander Roslin.
In 1764 verliet hij Parijs, en in 1766 keerde hij terug naar Zweden, na in Vlaanderen, Den Haag en Duitsland verbleven te hebben. Hij voltooide zijn opleiding bij de Franse schilder Guillaume Taraval, die in 1735 de Koninklijke Zweedse Kunstacademie stichtte in Stockholm. Pasch bouwde een reputatie op als portretschilder en kreeg opdrachten van het koninklijk hof. Hij kwam in de gratie bij koning Adolf Frederik en zijn vrouw, koningin Louisa Ulrika, wier portret een van zijn bekendste werken is.
Van 1773 tot aan zijn dood werkte hij als professor aan de Kunstacademie, waarvan hij, na Pilo's overlijden, directeur werd in 1793. Aan het eind van zijn leven concentreerde Pasch zich meer op het opleiden van jonge artiesten en op het leiden van de academie. Hij overleed in 1805, ongehuwd.

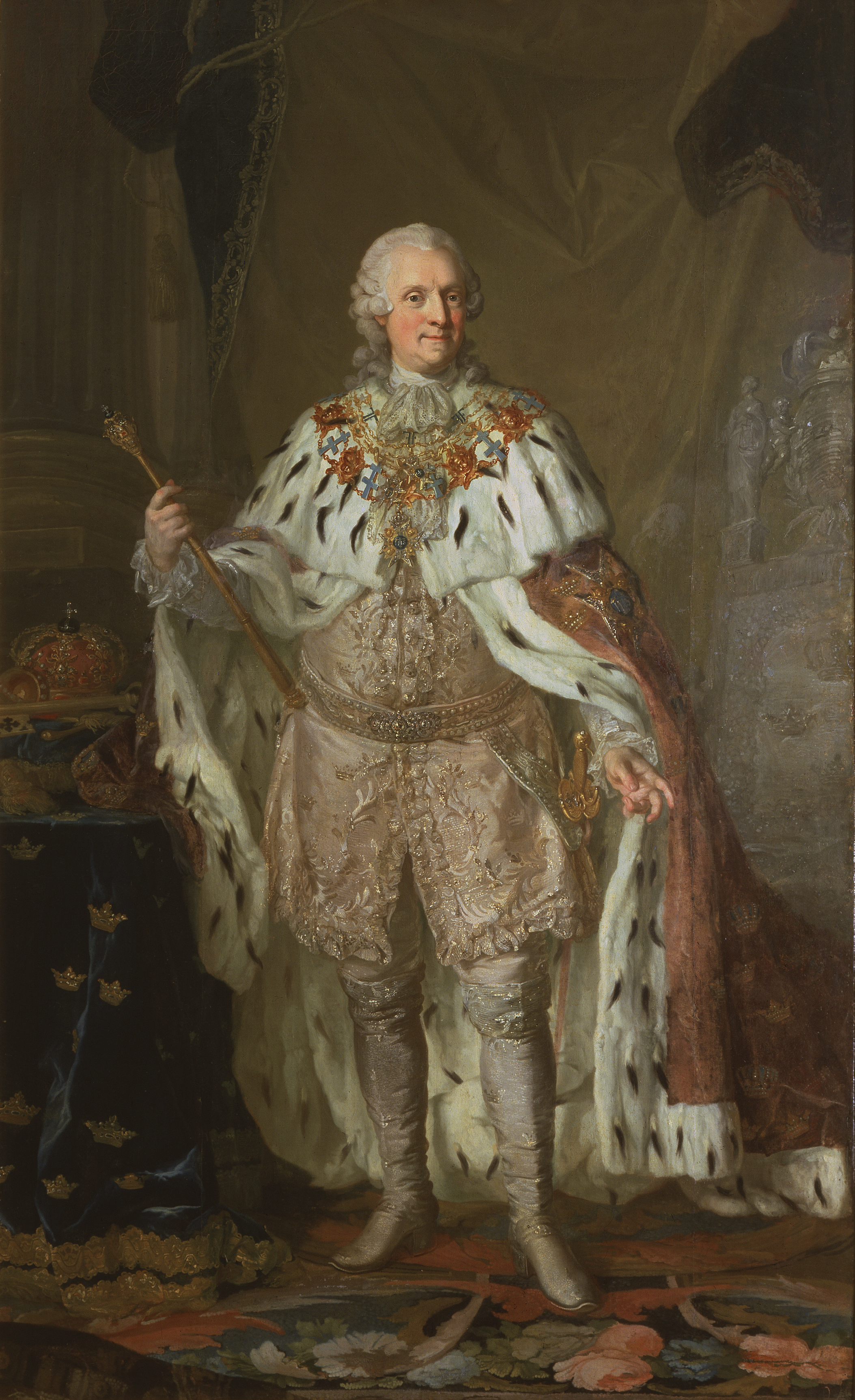
Adolf Frederik van Zweden
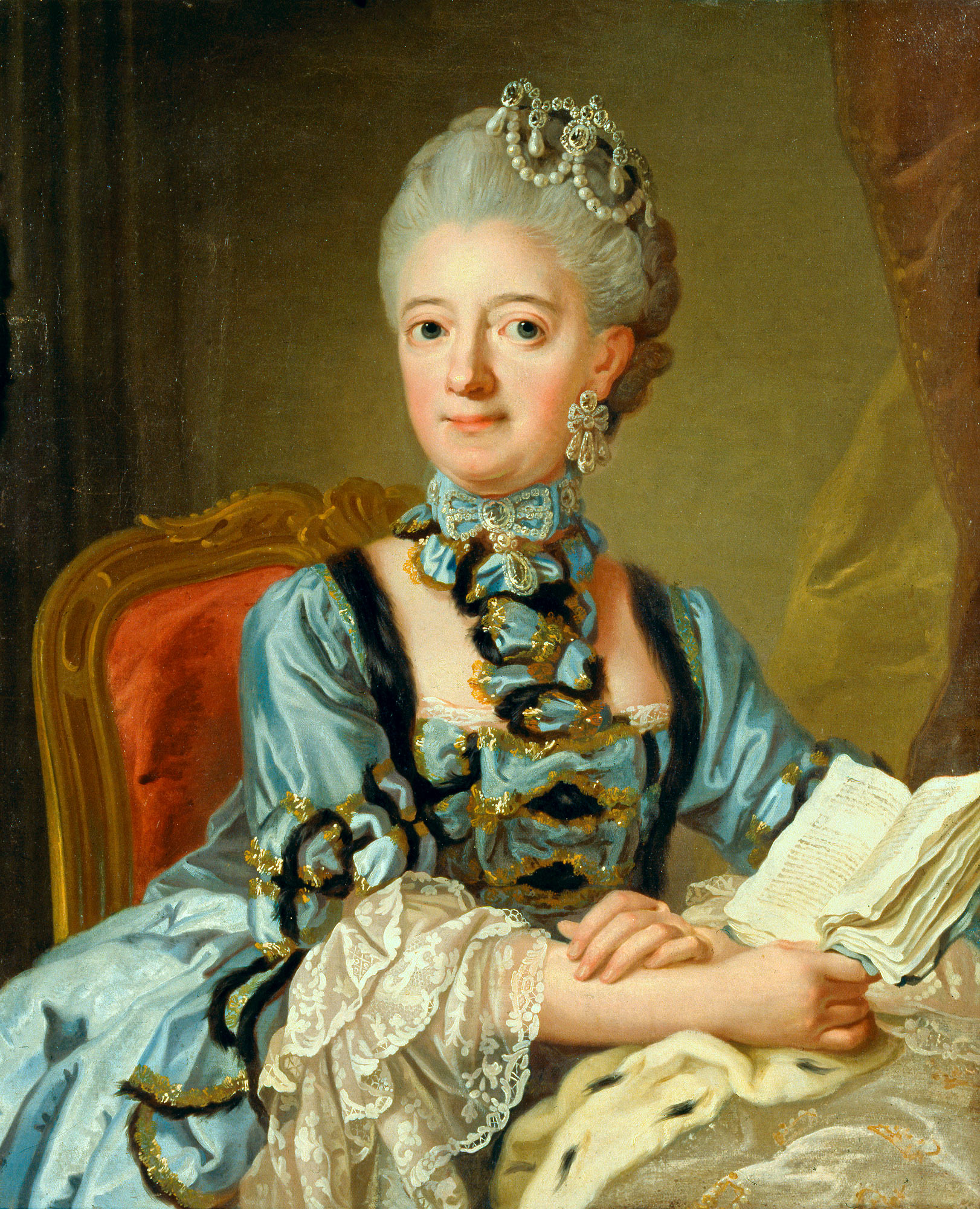
Portret van Louisa Ulrika van Pruisen
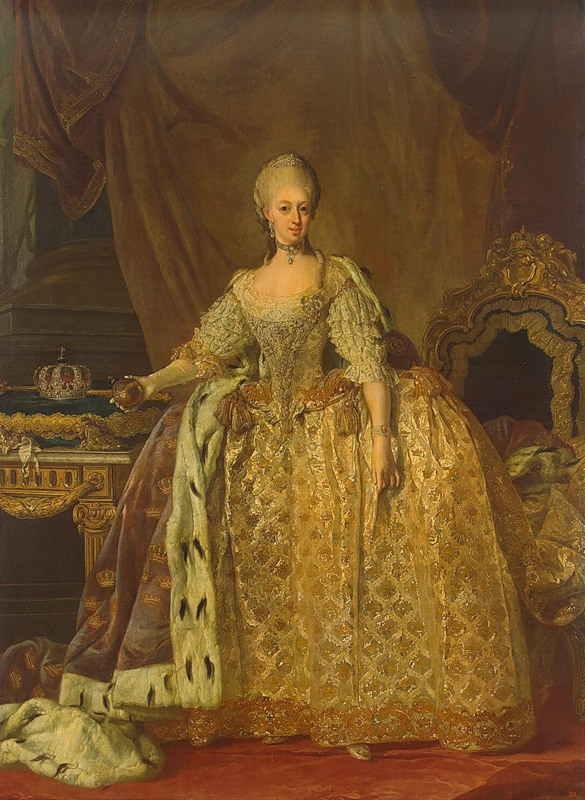
Portret van Sophia Magdalena van Denemarken
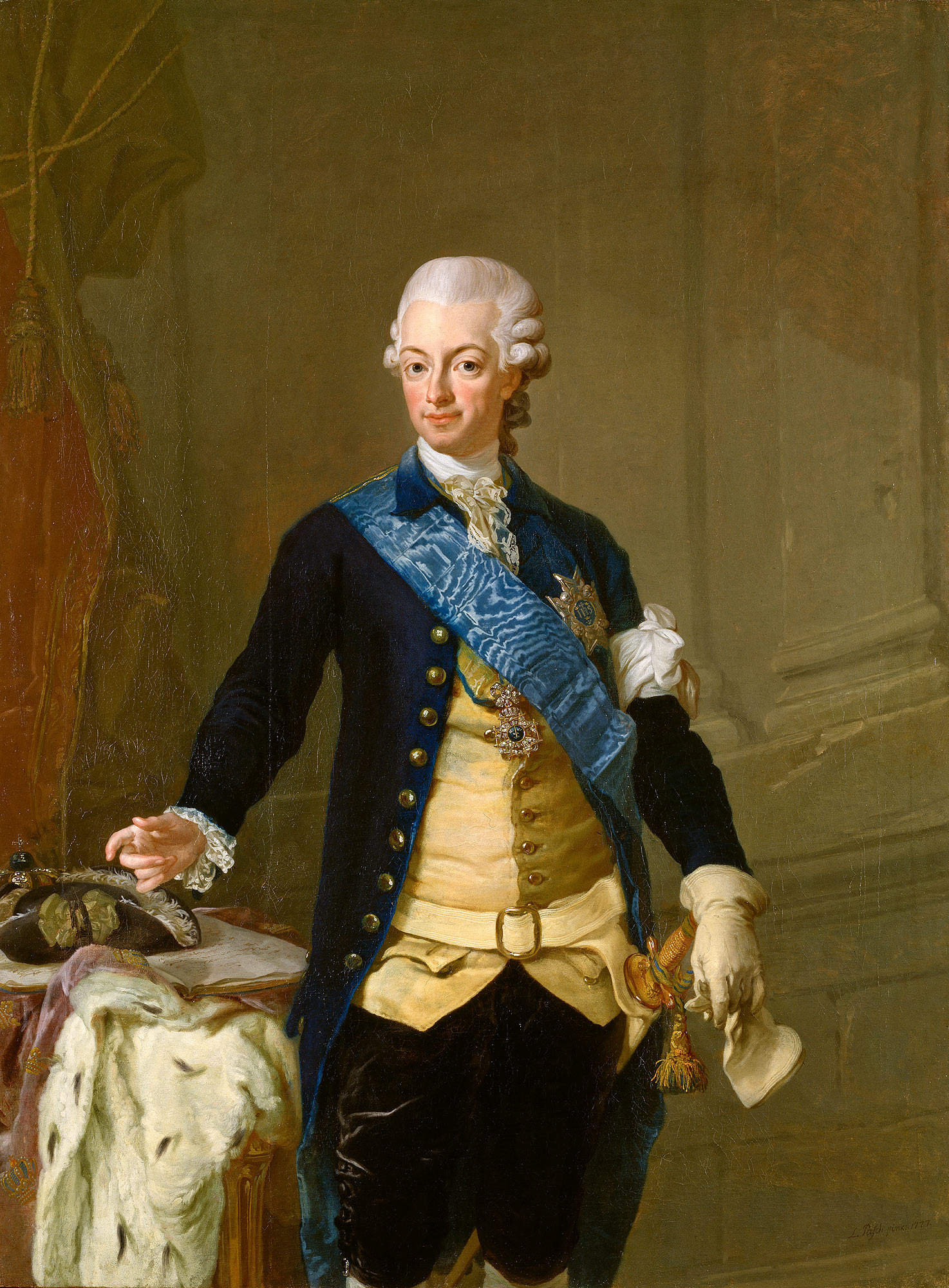
Gustaaf III van Zweden
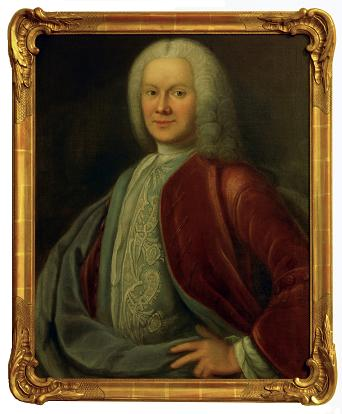
Nils Rosén von Rosenstein

- Gemeinsame Normdatei: 1236712471
- International Standard Name Identifier: 0000 0000 6705 9497
- KulturNav: 8f582272-de5b-454f-b374-d5590efdd1d9
- Library of Congress Control Number: n97875440
- MusicBrainz: 2505801e-5c3f-4443-9023-48ca57ee9309
- RKD-Nederlands Instituut voor Kunstgeschiedenis: 61966
- Union List of Artist Names: 500028978
- Virtual International Authority File: 38679809
- WorldCat: E39PBJtrR6cfkR7hhjv8yhXWXd